# Kanonisches Recht
Der Begriff kanonisches Recht oder canonisches Recht kann mehrere Bedeutungen haben: Meist ist er gleichbedeutend mit dem Kirchenrecht der römisch-katholischen Kirche; im weiteren Sinn kann er das Kirchenrecht auch anderer Kirchen bezeichnen, soweit sie Canones der Synoden und Konzilien oder von Rechtssammlungen aus vorreformatorischer Zeit berücksichtigen. Die Wissenschaft vom kanonischen Recht heißt Kanonistik.

## Namensherkunft (Etymologie)
Der Ausdruck kanonisches Recht (älter Canonisches Recht) leitet sich von lateinisch canon ‚Maßstab‘, ‚festgesetzte Ordnung‘, ‚Regel‘, dieses von griechisch κανών kanṓn, deutsch ‚gerade Stange‘, ‚gerade Stab‘, ‚Messstab‘, ‚Richtschnur‘ ab. Die einzelnen Normkomplexe werden im Codex Iuris Canonici als Canones bezeichnet. In der zunächst Griechisch sprechenden alten Kirche bevorzugte man das Wort κανών anstelle des Wortes νόμος nómos, deutsch ‚Gesetz‘, „um die Verschiedenheit der kirchlichen Normen von denen des Staates zum Ausdruck zu bringen“.

## Geschichte des kanonischen Rechtes
Die Kirchengerichte hatten weitreichende Zuständigkeiten. Aus diesen Zuständigkeiten bildeten sich zahlreiche Teilgebiete des kanonischen Rechtes und aufgrund dieser Praxisbezogenheit und des Umstandes, dass es zunächst nicht von Akademikern ausgearbeitet wurde, galt das kanonische Recht als weniger abstrakt. Nach der Einschätzung von Harold Berman orientierte sich das Recht zu dieser Zeit an den Anforderungen des Prozesses. Nach Gratian entwickelte sich das kanonische Recht mehr zu einer von Akademikern beeinflussten Rechtsordnung.
Dieses gesammelte Recht wurde dann im Corpus Iuris Canonici gesammelt, welcher bis zum Erlass des Codex Iuris Canonici 1917 galt.

## Kanonisches Recht der römisch-katholischen Kirche

### Terminologie
Die bestehende Mehrdeutigkeit des Ausdrucks „kanonisches Recht“ ist vor dem Hintergrund dreier Unterscheidungen zu sehen:
(a) ob man nur das aktuelle Kirchenrecht betrachtet oder rechtsgeschichtlich arbeitet (synchron/diachron);
(b) ob man nur kodifiziertes Kirchenrecht oder auch nicht kodifiziertes Kirchenrecht einbezieht (kodifiziert/auch nicht kodifiziert);
(c) ob man nur das Kirchenrecht für die Lateinische Kirche oder auch das Kirchenrecht für die katholisch-orientalischen Kirchen (jetzt kodifiziert seit 1990 im CCEO) einbezieht (Lateinische Kirche/katholische Ostkirchen).
Unter dem kanonischen Recht der römisch-katholischen Kirche versteht man entsprechend
- (1) in einem engeren Sinn das in einer Gesetzessammlung der katholischen Kirche kodifizierte Kirchenrecht
  - (1 a) im engsten Sinn das im aktuellen Codex Iuris Canonici (CIC) 1983 kodifizierte Recht
  - (1 b) in einem weiteren Sinn das im CIC 1983 oder im CIC 1917 kodifizierte Recht
  - (1 c) in einem noch weiteren Sinn das im CIC 1917/1983 oder im Codex Canonum Ecclesiarum Orientalium 1990 kodifizierte Recht
  - (1 d) in einem wiederum weiteren Sinn einschließlich des im Corpus Iuris Canonici (vor 1917) kodifizierten Rechts;
- (2) in einem weiteren Sinn das Kirchenrecht der römisch-katholischen Kirche überhaupt.[4]

### Theologische Grundlegung des kanonischen Rechts
Von entscheidender, im Einzelnen umstrittener Bedeutung ist die theologische Grundlegung des kanonischen Rechts. Entsprechendes gilt für die Einordnung der Kanonistik als theologische Disziplin (siehe auch dort).
Nach dem Selbstverständnis der katholischen Kirche begründet das kanonische Recht eine „verbindliche Lebensordnung“, die sich in zentralen Fragen aus (anderen) theologischen Disziplinen ergibt.
Dies betrifft vor allem die Ekklesiologie, d. h. die Lehre von der Kirche. Diese ist entscheidend geprägt durch das II. Vatikanische Konzil (1962–1965), insbesondere durch die Dogmatische Konstitution über die Kirche „Lumen gentium“.
Das Selbstverständnis der katholischen Kirche
„Ursprung und Wesen der Kirche liegen danach allein im Willen Gottes und nicht etwa in einem Vereinigungswillen von Menschen.“
Die Rolle des Rechts in der Kirche
Betont wird, dass es nicht ausreicht, dass „immer schon“ Kirchenrecht galt, sondern dass es einer theologischen Legitimation bedarf.
Die extreme Position des evangelischen Juristen Rudolph Sohm, dass Kirchenrecht mit dem Wesen der Kirche in Widerspruch stehe, wird als spiritualistisch abgelehnt.
Bis zum II. Vatikanum wurde die Geltung des Kirchenrechts aus der Lehre von der Kirche als societas perfecta abgeleitet: die Kirche sei von Jesus Christus als vollkommene und damit auch als rechtliche Gesellschaft gewollt.
Seit dem II. Vatikanischen Konzil gilt dies als unzureichend. Die Rolle des kanonischen Rechts wird in der Apostolischen Konstitution Sacrae disciplinae leges näher beschrieben:
- Der Codex solle „die konziliare Ekklesiologie [.] in die kanonistische Sprache übersetzen“.
- Der Codex ziele „darauf ab, der kirchlichen Gesellschaft eine Ordnung zu geben, die der Liebe, der Gnade und dem Charisma Vorrang einräumt und gleichzeitig deren geordneten Fortschritt im Leben der kirchlichen Gesellschaft wie auch der einzelnen Menschen, die ihr angehören, erleichtert.“
- Der CIC (das Kirchenrecht) sei „unbedingt notwendig“: „Weil sie [die Kirche] auch nach Art eines sozialen und sichtbaren Gefüges gestaltet ist, bedarf sie der Richtlinien, damit ihre hierarchische und organische Struktur sichtbar wird und die Ausübung der ihr von Gott anvertrauten Dienste, insbesondere der geistlichen Gewalt und der Verwaltung der Sakramente ordnungsgemäß geregelt wird, damit die wechselseitigen Beziehungen unter den Gläubigen in einer auf der Liebe beruhenden Gerechtigkeit gestaltet werden, damit schließlich die gemeinsamen Vorhaben, die zur Vervollkommnung des christlichen Lebens unternommen werden, durch die kanonischen Gesetze unterstützt, gestärkt und gefördert werden.“
- Aus dem letzten Halbsatz des letzten Kanons 1752 des CIC, in dem es heißt: „das Heil der Seelen …, das in der Kirche immer das oberste Gesetz sein muß“, wird ein entsprechender „oberste[r] Rechtsgrundsatz“ im kirchlichen Recht abgelesen.

### Kodifizierungen
Die Sammlung kirchenrechtlicher Normen begann in der Spätantike und führte im Westen zur Entstehung des Corpus Iuris Canonici, das bis 1917 die maßgebliche Gesetzessammlung der römisch-katholischen Kirche blieb. 1917 erschien für die lateinische Kirche erstmals der neubearbeitete Codex Iuris Canonici, der nach dem Wunsch von Papst Johannes XXIII. im Auftrag des Zweiten Vatikanischen Konzils bis 1983 vollständig überarbeitet wurde. Für die katholischen Ostkirchen wurde 1990 der Codex Canonum Ecclesiarum Orientalium erlassen.

### Einflüsse auf weltliche Rechtsfassungen
Das Recht der katholischen Kirche, besonders das Inquisitionsverfahren, trieb die Entwicklung des deutschen Prozessrechtes stark voran, vor allem die des Strafprozessrechtes. Auch das Schuldrecht ist zum Beispiel durch den aus dem kanonischen Recht stammenden Grundsatz pacta sunt servanda („Verträge müssen eingehalten werden“) wesentlich beeinflusst worden, weil damit die strenge Förmlichkeit des römischen Rechts überwunden werden konnte. Im Eherecht schränkte es die Verwandtenheirat ein und begründete die gegenseitige eheliche Treuepflicht. Das kanonische Recht war bei der Vermittlung des moraltheologischen Begriffs der Strafe an das weltliche Strafrecht von zentraler Bedeutung; heute ist es nur noch innerhalb der römisch-katholischen Kirche rechtswirksam.
Im amerikanischen und englischen Recht hat sich das im kanonischen Recht entwickelte System der Verwaltung von Ländereien eines Erblassers durch einen Verwalter erhalten.

### Praktische Bedeutung
Die weit überwiegende Zahl an Verfahren vor katholischen Kirchengerichten (im Jahr 2015 in Deutschland: 438 von insgesamt 523 Urteilen in erster Instanz, also etwa 84 Prozent) betrifft Eheannullierungen. Obwohl das kanonische Recht keine Scheidung einer kirchlich geschlossenen Ehe zulässt, anerkennt es die Möglichkeit, eine solche Ehe wegen Fehlens der Voraussetzungen für den Eheschluss nachträglich für nichtig erklären zu lassen. Hierfür bedarf es eines Verfahrens vor den kirchlichen Gerichten. Eine solche Annullierung ermöglicht es den vormaligen Ehepartnern, sich auch katholisch wieder zu verheiraten, und kann etwa bei Religionslehrern von existenzieller Bedeutung sein, da eine Scheidung eines katholischen Religionslehrers nach weltlichem Recht ohne kirchliche Eheannullierung zum Verlust der Missio canonica führen kann.

## Kanonisches Recht anderer Kirchen

### Kanonisches Recht der nichtkatholischen Kirchen des Ostens
Auch die nichtkatholischen Kirchen des Ostens, die byzantinisch-orthodoxen und die orientalisch-orthodoxen Kirchen haben eine Rechtsordnung. Die von den sieben ökumenischen Konzilien erlassenen Canones erfahren eine besondere Wertschätzung. Die einzelnen Partikularkirchen haben unterschiedliche Rechtssammlungen erlassen.
Das kanonische Recht der nicht römisch-katholischen orthodoxen Kirchen ist von dem kanonischen Recht der unierten katholisch-orientalischen Kirchen zu unterscheiden, das im CCEO, einem Gesetzbuch der römisch-katholischen Gesamtkirche, geregelt ist.

### Das Canon Law der anglikanischen Kirche
Die anglikanische Kirche hat an dem mittelalterlichen kanonischen Recht festgehalten. Dieses Canon Law wurde mit der Zeit durch ein Ecclesiastical Law ergänzt, in England unter Beteiligung des Parlaments, in anderen Kirchen der Anglican Communion autonom.

## Ablehnung des kanonischen Rechts in den reformatorischen Kirchen
Die reformatorischen Kirchen lehnten das mittelalterliche kanonische Recht ab. Entsprechend wird der Ausdruck kanonisches Recht von ihnen nicht verwendet. Das kirchliche Recht wurde unter landesherrlichem Kirchenregiment vom jeweiligen Landesherrn, in den protestantischen Staatskirchen ähnlich und wird ansonsten nunmehr von den Synoden der jeweiligen Landeskirchen beschlossen.